# Col de la Croix du Ban
Le col de la Croix du Ban est un col routier qui se situe dans les monts du Lyonnais (Massif central), dans le département du Rhône, à une altitude de 604 m.

## Géographie
Le col se trouve sur les communes de Pollionnay et de Saint-Pierre-la-Palud, séparant les vallées de l'Yzeron et de la Brévenne. Il est emprunté par la RD 610.

## Activités

### Escalade
Un site d'escalade se trouve à 400 m à l'est du col, en forêt ; il présente des voies cotées 3b à 7a.

### Randonnée
Le col se trouve sur le sentier de randonnée du Tour des monts du Lyonnais.